# Stenodyneriellus sublamellatus
Stenodyneriellus sublamellatus är en stekelart som beskrevs av Giordani Soika 1995. Stenodyneriellus sublamellatus ingår i släktet Stenodyneriellus och familjen Eumenidae. Inga underarter finns listade i Catalogue of Life.